# True Women
True Women es una novela de 1993 de Janice Woods Windle.

## Argumento
La historia comienza cuando las jóvenes Phémie Ashby y Georgia Lawshe están jugando en el arroyo cuando pasa un correo. Al llegar a casa se enteran de que este les ha dicho a los padres de Georgia que el padre de Phémie ha muerto. Bartlett el cuñado de Phémie llega para llevársela a Texas, para vivir con él y Sarah, la hermana de Phémie. Más tarde, comienza una aventura con Sarah que comienza con la noticia de que El Álamo se ha reducido. Mientras tratan de huir de Santa Ana durante la llamada "Runaway Scrape", pequeño hijo pequeño Sarah Ashby Johnnie y su bebé por nacer mueren en el camino. Muchos otros jóvenes de Texas y los viejos mueren y Phémie casi se pierde en un mar de tumbas. Después de un mes y una semana, Sam Houston derrota del ejército de Santa Anna y Texas renace como la República de Texas. Un año más tarde, Sarah sobrevive a un encuentro con Tarántula, un guerrero comanche, y su grupo de comanches. Más tarde, un amigo Phémie de Maddie Lockhart es secuestrada por los comanches, y sólo más tarde puesto en libertad. Cuando se les da la espalda, los Texanos de descubrir que fue brutalmente torturado, y la piel se le cae la nariz. Maddie es sangrienta y muestra signos de golpes en todas partes. Ella nunca se recupere por completo y compañero Phémie muere.

## Adaptaciones
El libro fue adaptado en 1997 como un telefilme de la CBS titulado Coraje. Protagonizado por Angelina Jolie, Dana Delany, Annabeth Gish, Tina Majorino y Rachael Leigh Cook.